# فریدرایشسوالده
فریدرایشسوالده (به آلمانی: Friedrichswalde) یک شهر در آلمان است که در بارنیم واقع شده‌است. فریدرایشسوالده ۹۴۰ نفر جمعیت دارد.

## خواهرخوانده
شهر اسلبورن خواهرخواندهٔ فریدرایشسوالده هست.